# منوبي حداد
 منوبي حداد (بالفرنسية: Manoubi Haddad)‏ (1996 تونس) هو لاعب كرة قدم تونسي.

## روابط خارجية
- منوبي حداد على موقع قاعدة بيانات كرة القدم.إي يو (الإنجليزية)
- منوبي حداد على موقع Soccerway.com (الإنجليزية)